# Euconulus callopisticus
Euconulus callopisticus is een slakkensoort uit de familie van de tolslakken (Euconulidae). De wetenschappelijke naam van de soort werd voor het eerst geldig gepubliceerd in 1880 door Jules René Bourguignat.